# Canton de Thionville-Est
Ne doit pas être confondu avec Arrondissement de Thionville-Est.
Le canton de Thionville-Est est un ancien canton français qui était située dans le département de la Moselle et la région Lorraine.

## Histoire
Le canton a été créé par décret du 24 décembre 1984 en divisant en deux le canton de Thionville.
Il est supprimé par le redécoupage cantonal de 2014.

## Représentation
| Période | Période | Identité         | Étiquette             | Qualité                                                                                          |
| ------- | ------- | ---------------- | --------------------- | ------------------------------------------------------------------------------------------------ |
| 1985    | 1994    | André Lacroix    | DVD                   | Conseiller municipal de Thionville Ancien conseiller général du Canton de Thionville (1981-1985) |
| 1994    | 2008    | Maurice Grunwald | UDF-PR                | Conseiller municipal de Thionville                                                               |
| 2008    | 2015    | Isabelle Rauch   | PS puis UDI puis LREM | Consultante Maire-adjoint de Thionville Elue en 2015 dans le Canton de Metzervisse               |

## Composition
Le canton de Thionville-Est se compose d’une fraction de la commune de Thionville. Il compte 18 869 habitants (population municipale) au 1er janvier 2012.
| Nom                    | Code Insee | Intercommunalité               | Population (dernière pop. légale)               |
| ---------------------- | ---------- | ------------------------------ | ----------------------------------------------- |
| Thionville (chef-lieu) | 57672      | CA Portes de France-Thionville | Fraction : 18 869(2012) Commune : 41 083 (2014) |

## Démographie
| 1962 | 1968 | 1975 | 1982 | 1990 | 1999 | 2009 |
| ---- | ---- | ---- | ---- | ---- | ---- | ---- |
| -    | -    | -    | -    | -    | -    | -    |